# Tai chi chuan
Taiji Quan ou tai chi chuan [tai chi chuã] (em chinês: 太極拳; em pinyin, Tàijí quán) é uma arte marcial chinesa interna (neijia, 內家), parcialmente baseada no bagua (em Pinyin, bā guà, 八卦).
Este estilo de arte marcial é reconhecido também como uma forma de meditação em movimento.
Os princípios filosóficos do taiji Quan remetem ao taoismo e à alquimia chinesa.
A relação de yin e yang, os cinco elementos, o ba gua (Oito Trigramas), o Livro das Mutações (Yi Jing) e o Dao De Jing de Lao Zi são algumas das principais referências para a compreensão de seus fundamentos.
Os textos clássicos do Taiji Quan escritos pelos mestres orientam a:
- Vencer o movimento através da quietude (Yi Jing Zhi Dong) 以靜制動
- Vencer a dureza através da suavidade (Yi Rou Ke Gang) 以柔克剛
- Vencer o rápido através do lento (Yi Man Sheng Kuai) 以慢勝快

O taiji quan tem suas raízes na China, sendo, atualmente, uma arte praticada no mundo todo.
É apreciado no ocidente especialmente por sua relação com a meditação (dao yin) e com a promoção da saúde, oferecendo, aos que vivem nas grandes cidades, uma referência de tranquilidade e equilíbrio.
Os criadores do taiji quan basearam sua arte na observação da natureza - não apenas na observação dos animais, mas também no estudo dos princípios da interação entre os diversos elementos naturais.
Como somos parte desta natureza, o conhecimento destes princípios e de como atuam dentro de nós, estudado pela medicina tradicional chinesa, revela o tai chi como uma fonte efetiva de energia que encontra-se em nosso interior, situada na região do corpo nomeada pelos chineses de dantian médio.

## Etimologia
Os ideogramas que compõe a palavra taiji quan significam:
- 太, Tai, significa "o maior", "o mais alto", "supremo", "absoluto".
- 極 (ou 极 em chinês simplificado), Ji (ou Chi), significa, original e literalmente, a parte mais alta do telhado - "cumeeira". Por extensão, significa também "polar".[2]
- 拳, Quan (ou Chuan), significa "Punho",[3] aqui simbolizando "soco", "luta a mãos livres" (desarmadas), "boxe"

Tei-gi, o diagrama daoista adotado no tai chi chuan

Portanto, algumas das possíveis traduções literais de taiji quan são: "Punho da suprema cumeeira", "punho do limite supremo", "punho do taiji" e "punho do estado supremo, acima das polaridades". Como cada ideograma pode ter mais de um sentido, há outras formas de se traduzir o termo além destas.
No daoismo, onde o taiji quan teve sua origem, o taiji ("suprema cumeeira", "limite absoluto" ou "estado supremo, acima das polaridades") tem a conotação filosófica de "elevação", "sublimação", "purificação", resultante, entre outros, do desenvolvimento de um mecanismo de defesa emocional pelo qual tendências ou sentimentos considerados "inferiores" se transformam em tendências e sentimentos considerados "superiores".
O taiji também simboliza o "Cosmo" e a interação dos princípios energéticos yin e yang (que estão em constante mutação), sendo conhecida a sua representação através do diagrama taijitu, também chamado de tei-gi e, como é mais conhecido no Ocidente, "símbolo do yin-yang".

## Origem

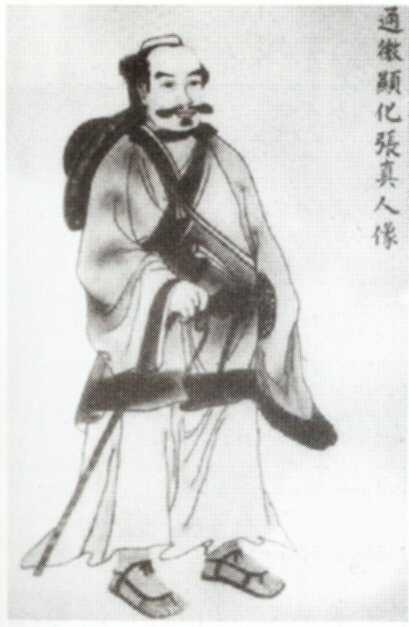
Zhang Sanfeng

A história do taiji quan  é considerada sempre sob dois aspectos: o lendário e o historicamente comprovado. Esses dois aspectos não se excluem necessariamente para a maioria dos professores propagadores dessa arte.
O aspecto lendário é, geralmente, encarado como uma metáfora para indicar o desenvolvimento  dos princípios do taiji quan através da figura do daoista imortal Chang San Feng.
Historicamente comprovado, o criador do taiji quan foi Chen Wangting.
Existem indicações de que, durante a Dinastia Tang (618-906 d.C.), um eremita chamado Xu Xuan Ping desenvolveu uma arte chamada "os trinta e sete estilos do taiji", também chamada de chang chuan (punho longo) ou chang kiang (rio longo).
Por volta da mesma época, um monge daoista chamado Li Dao Zi praticava uma arte denominada "punho longo primordial", semelhante aos trinta e sete estilos do taiji.
Muitas das posturas dessas duas artes têm nomes semelhantes aos das atuais posturas do taiji quan.
O texto Guan Jing Wu Hui Fa (Método para se Alcançar o Esclarecimento Através da Observação da Escritura), escrito por Cheng Ling Xi na época da Dinastia Liang (907-923 d.C.), no período das cinco dinastias e dos dez reinos, é o documento mais antigo já encontrado a usar o termo taiji quan. Cheng Ling Xi foi discípulo de Han Gong Yue, que lhe ensinou sua arte, chamada "Os catorze estilos do treinamento do taiji".
Chang San Feng (1247-?), que então vivia num templo daoista nas Montanhas Wudang, já teria desenvolvido uma arte conhecida como "Os trinta e dois estilos do punho longo de Wudang" e, posteriormente, criou "As treze posturas do taiji", após observar uma luta entre um pássaro (grou) e uma cobra, quando constatou que a flexibilidade se sobrepunha à rigidez, compreendendo a prática da alternância entre o yin e o yang e outras concepções da natureza, que se constituem na base do que depois passou a ser chamado de taiji quan.
O sucessor de Chang Sangfeng foi o também monge taoista Taiyi Zhenren, que, no final da dinastia Ming, difundiu a arte entre os discípulos do monte Wudang. Entre esses discípulos, encontrava-se outro monge de nome Ma Yun Cheng.
Ma Yun Cheng transmitiu a arte para vários discípulos célebres, entre eles Mi Deng Xia e Guo Ji Yuan, popularmente conhecidos como "os dois santos", e Wang Zhong Yue, que denominou essa arte de Wudang taiji quan e escreveu o "Tratado de Taiji Quan", um dos Clássicos do taiji quan.
Wang Zhong Yue transmitiu o taiji quan ao famoso mestre Zhang Song Xi, que, depois, o ensinou a Dan Si Nan, que veio a ter, como discípulo, Wang Zheng Nan, que se referia à arte de Wudang como uma arte interior, distinta das artes de Shaolin, que ele chamava de arte exterior.
Segundo os historiadores Tang Hao e Gui Liuxin, seguindo a origem a partir do fato histórico de que Yang Luchan aprendeu com Chen Changxing (1771-1853) do vilarejo de Chenjiagou, o taiji quan foi criado por Chen Wangting (1600-1680) na passagem da dinastia Ming para a dinastia Qing. Esta é a versão considerada oficial pelo governo chinês .

## Jieqi
É preciso atenção na sutileza da interpretação chinesa, pois no taiji (também transliterado como taich'i), esse "ji" ou "ch'i" não é o mesmo "qi" (sopro, energia vital, ar), que o kung fu (arte marcial chinesa) bem explora, assim como o qigong (ou chi kung). O ideograma para esse "qi" (气) não é o mesmo do "ji" (极).
O pano de fundo de ambos os termos pode ser afim, apontando para um sentido praticamente comum, mas o ji tem direção mais filosófica, quase taoista, com sentido de supremacia. Assim, o taiji teria um significado como sendo um conhecimento de "primeira grandeza", dando ideia de "grande" e "supremo" (mais ao pé da letra).
Já o Qi do Qigong é uma técnica de fortalecimento interno nas artes marciais chinesas, específico para o fortalecimento interno do praticante.
A semelhança dos sons aos ouvidos ocidentais, é verdade, colabora para a mistura dos termos. Mas, no pensamento tradicional chinês, são termos distantes com relação à prática marcial e, principalmente, quanto ao conteúdo doutrinário.

## Estilos
São cinco os estilos de taiji quan reconhecidos como tradicionais pela comunidade internacional: cada um deles recebeu o nome da família chinesa que o criou, desenvolveu e transmitiu. Todos têm a mesma essência e seguem os mesmos princípios básicos, diferindo apenas na forma. Por ordem cronológica, temos:
- Taiji quan estilo Chen (陳氏)
- Taiji quan estilo Yang (楊氏)
- Taiji quan estilo Wu/Hao (武氏)
- Tai chi chuan estilo Wu (吳氏)
- Tai chi chuan estilo Sun (孫氏)

Ordenados por sua popularidade, considerando o número de praticantes, teríamos: Yang, Wu, Chen, Sun e Wu/Hao.
Atualmente, encontramos referências a diversos outros estilos. Alguns deles são estilos híbridos ou derivados desses cinco estilos tradicionais. Outros alegam ter sido praticados em segredo dentro de outras famílias ou em monastérios a partir das referências milenares taoistas que teriam dado origem a esta prática, tornando-se de conhecimento aberto ao público há menos tempo. Entre estes exemplos, se inclui o estilo Wudang, realizado ainda hoje nos templos da montanha de Wudang (não confundir com o estilo contemporâneo que tomou para si o nome de Taiji Quan de Wudang).
Há também o que poderíamos chamar de taiji quan estilo de Pequim, composto por formas (tao lu) padronizadas pelo governo chinês através do Comitê Nacional de Esportes da China, desenvolvidas exclusivamente para fins terapêuticos e esportivos. Hoje em dia, é muito popular não apenas na China mas em todo o mundo.

## As treze posturas fundamentais
Como arte marcial, o taiji quan baseia-se em treze conceitos fundamentais (shi san shi, 十三势). Estas posturas/movimentos podem ser reconhecidos nas diversas formas praticadas pelos diferentes estilos. Cada escola interpreta estes conceitos com pequenas variações.
São conhecidas como "as oito portas e os cinco passos" (八門 五步). Em chinês, são denominadas: Peng, Lu, Ji, An, Cai, Lie, Zhou, Cao, Jin, Tui, Gu, Pan e Ding.
As "oito portas" (bā mén) se associam às oito direções representadas pelos oito trigramas do ba qua (em Pinyin, bā guà, 八卦), elementos básicos na constituição do Yi Jing (易经).
- Os quatro lados (si zheng 四正)

Péng 掤 (aparar)
Lǜ  履 (desviar)
Jǐ 擠 (pressionar)
Àn 按 (empurrar)
- Os quatro cantos (si yu 四隅)

Cǎi 採 (colher e puxar)
Liè 挒 (colher e quebrar)
Zhǒu 肘 (golpe de cotovelo)
Kào 靠 (golpe de ombro)
Os "cinco passos" (Wǔ bù, 五步) podem ser relacionados aos Cinco Elementos cósmicos (五行, py wǔ xíng) que fundamentam a medicina tradicional chinesa: madeira, fogo, terra, metal e água (木, 火, 土, 金, 水).
Jìn bù 進步 (avançar)
Tùi bù 退步 (recuar)
Zǔo gù 左顧 (olhar à esquerda)
Yòu pàn 右盼 (olhar à direita)
Zhōng dìng 中定 (equilíbrio central)

## Os dez princípios essenciais
Conforme Yang Chengfu:
1. Suspender a cabeça pelo topo com leveza e sensibilidade (xu ling ding jin)
2. Esvaziar o peito (han xiong) e alongar as costas (ba bei)
3. Relaxar a cintura (song yao)
4. Distinguir entre o cheio e o vazio (fen xu shi)
5. Relaxar os ombros [Chen Jian] e soltar os cotovelos (zhui zhou)
6. Usar a mente e não a força muscular (yong yi bu yong li)
7. Interligar os movimentos da parte superior e inferior do corpo (shang xia xiang sui)
8. Unir o interior e o exterior (nei wai xiang he)
9. Mover-se com continuidade, sem rupturas (xiang lian bu duan)
10. Buscar a quietude dentro do movimento (dong zhong qiu jing)

## Treinamento
O treinamento envolve basicamente duas modalidadesː as formas individuais, chamadas taolu, praticadas individualmente e que se compõe de movimentos lentos, executados com a espinha ereta e respiração abdominal; e as formas executadas em dupla, chamadas de tuishou ("mãos que empurram") e sanshou ("mãos livres"), que visam a exercitar os movimentos em condições mais próximas às da realidade de uma luta.

### Formas executadas em dupla
A marcialidade do tai chi chuan se fundamenta na capacidade de se sentir os movimentos e o centro de gravidade do oponente. O objetivo primário do praticante de tai chi chuan é afetar o centro de gravidade do oponente logo que ocorre o contato físico. Tal sensibilidade em detectar o centro de gravidade do oponente é adquirida pelo praticante de tai chi chuan após milhares de horas de práticaː inicialmente, práticas yin (lentas, meditativas, de baixo impacto e repetitivas), e posteriormente práticas progressivamente mais yang (realistas, ativas, rápidas e de alto impacto). O tai chi chuan trabalha em curtas, médias e longas distâncias, e posteriormente em todas as distâncias intermediárias a estas. Empurrões e golpes com a mão aberta são mais utilizados do que socos, e os chutes visam geralmente às pernas e ao tronco inferior, nunca acima do quadril.   

### Armas
Alguns estilos de tai chi chuan usam armas, comoː 
- a jian, uma espada reta de duas lâminas;
- o dao, sabre curvo de uma lâmina;
- o tieshan, um leque que é usado como arma;
- o gun, um bastão;
- o qiang, uma lança;
- o chicote;
- o ji (armas de haste);
- o sheng biao (dardo e corda);
- o sanjiegun, bastão de três seções;
- o feng huo lun, aros cortantes de metal;
- o laço.

## Arte marcial, esporte ou prática para a saúde?

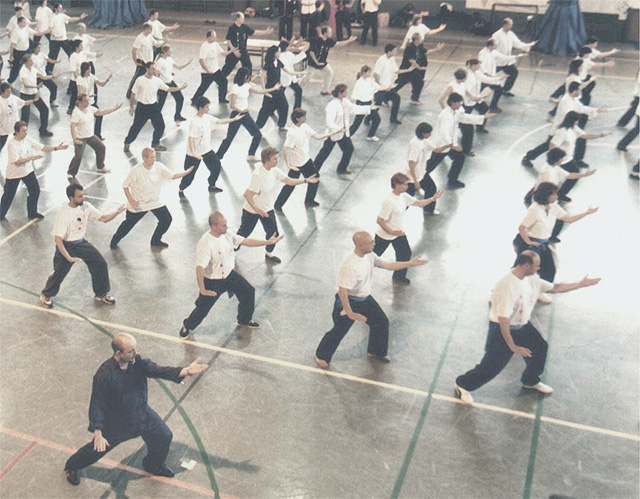
O tai chi chuan é praticado atualmente em escala mundial

O taji quan foi concebido e se desenvolveu na antiguidade como uma forma avançada e eficaz de combate: a função de guarda-costas foi exercida por diversos praticantes da família Chen; instrutores da família Yang deram aulas para a guarda imperial e, posteriormente, para o exército republicano chinês.
Sua aplicação como arte marcial acontece através do uso de movimentos circulares e contínuos que acompanham e complementam os movimentos do adversário de um modo similar ao ilustrado pelo símbolo daoista usado no taiji.
Ao definir o wushu (o termo chinês para arte marcial), Jet Li, famoso artista marcial e ator, comenta que: "Com o advento da tecnologia, você tem armas, canhões, bombas nucleares e outras armas avançadas. Aprender wushu não serve mais ao objetivo de lutar corpo a corpo contra tigres, invasores, etc. Hoje, se se mata ou aleija alguém com um movimento impressionante de wushu aprendido com dez anos de um programa intensivo de treinamento, isso não vai ajudar a sobreviver. A polícia irá deter o prevaricador por assassinato, a sociedade irá rejeitá-lo, e a coisa toda teria sido feita muito mais rapidamente puxando o gatilho de uma pistola com um silenciador. Agora, a sociedade valoriza a prática e exibição do wushu de formas diferentes". Ele conclui dizendo que, na sua opinião, a melhor razão de todas para realizar estas práticas "é que ela permite que a pessoa exercite o seu corpo e melhore a sua saúde".
O próprio símbolo do yin-yang, conhecido também como "diagrama do taiji", é a melhor metáfora para refletir sobre quaisquer posturas que se apresentem como polos opostos em uma discussão.
Este símbolo mostra a interação dos opostos e como um interage, define e amplia o significado do outro. A prática do taiji quan focada na questão marcial e a prática focada na questão da saúde podem ser vistas como estes polos extremos. Para que o treinamento seja efetivo, é necessária a presença destes dois aspectos.
A adequação da proporção entre estes dois aspectos dentro do trabalho realizado por um instrutor com um grupo específico depende da formação do instrutor segundo uma escola que enfatize mais um ou outro aspecto, da visão pessoal do instrutor sobre a prática e das necessidades específicas do grupo de alunos com que trabalha (um grupo de adolescentes e um grupo de terceira idade naturalmente necessitam de propostas distintas).
Sabendo isto, é importante que o interessado em praticar taiji quan converse com os responsáveis pela orientação de seu grupo para descobrir como são abordados os diferentes aspectos pertinentes a esta prática, como: a autodefesa; o treinamento para a saúde; e o equilíbrio dos aspectos físicos, emocionais, mentais e espirituais, verificando se estas posturas correspondem às suas expectativas em relação à prática.

## Árvore genealógica das linhagens

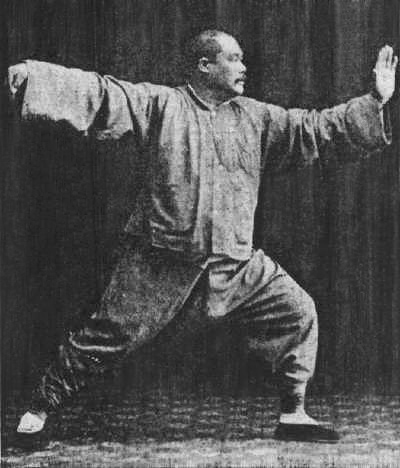
O mestre Tai chi Yang Chengfu demonstrando seu golpe único.

Personagens lendárias
```
                                   
Zhang Sanfeng
*
                                  aproximadamente século XII
                                         
NEI CHIA

                                             |
                                       
Wang Zongyue
*
                                        TAIJI QUAN
                                             |
```

Os cinco estilos tradicionais
```
                                     
Chen Wangting

                               1600-1680 9ª geração Chen
                                         
ESTILO CHEN

                                               |
                                               +--------------------------------+
                                               |                                |
                                     
Chen Changxing
 
Chen Youben

                               1771-1853 14ª geração Chen          circa 1800s 14ª geração Chen
                                         Chen Old Frame                    Chen New Frame
          |------------------------------------|                                |
   
Chen Gengyun
 
Yang Luchan
 
Chen Qingping

          |                                  1799-1872                        1795-1868
      Chen Yanxi 
ESTILO YANG

          |                                                     Chen Small Frame,ZhaoBaoFrame
     
Chen Fake
 |                                 |
     1887-1957                       +------------------------+--------------+   |
          |                          |                        |              |   |
     +-------------------+     
Yang Banhou
 
Yang Jianhou
 
Wu Yu-hsiang

     |         |         |       1837-1892                  1839-1917         1812-1880
   ChenZaoXhu ZhaoKuei  ZhaoPei  Yang Small Frame             |            
ESTILO WU/HAO

    |                              |                          |

Chen Xiao Wang
 |             +-----------------+            |
    |                              |             |                 |            |
 Chen Yingjun 
Wu Chuan-yü
 
Yang Shaohou
 
Yang Chengfu
 
Li I-yü

                            1834-1902       1862-1930          1883-1936     1832-1892
                                   |    Pequena Forma Yang  Forma Longa Yang
                                                                   |            |
                          
Wu Chien-chuan
 Fu Zhou Wen 
Hao Wei-chen

                            1870-1942                              |         1849-1920
                            
ESTILO WU
 
Yang Shouchung
 |
                            
108 Form
 1910-1985    
Sun Lutang

                              |                                                1861-1932
                           
Wu Kung-i
 
ESTILO SUN

                          1900-1970
                              |                                                  |
                           
WuTa-kuei
 
Sun Tsun-chou

                           1923-1970                                           1893-1963
```

FORMAS MODERNAS
```
  Comissão de Esportes Chinesa (1956)
  
Forma de Beijing
 de 24 Posturas e outras
  .
  
Cheng Man-ching
 (1901-1975) Forma Curta de 37 posturas
  .
```

Notas sobre a tabela
A indicação personagens quase lendários significa, aqui, que a sua participação na linhagem, embora aceita pela maioria dos estilos, não tem como ser verificada a partir de registros históricos conhecidos de forma independente (o que não significa que não tenham existido).
As formas curtas de Cheng Man-ching e da Chinese Sports Commission, embora se proclamem derivadas das formas da família Yang, não são reconhecidas como taiji quan estilo Yang pelos mestres desta família.
As famílias Chen, Yang e Wu desenvolveram suas próprias formas curtas para fins de demonstração e competição.
Esta tabela ainda está incompleta.

## No Brasil
No Brasil, a divulgação da prática do taiji quan teve seu início na década de 1960 em São Paulo e no Rio de Janeiro, capitais que contam com a presença de um grande número de chineses. Atualmente, a entidade que mais promove e divulga a prática do tai chi chuan no país é a Confederação Brasileira de Kung-fu Shaolin, através de competições, publicações, cursos e várias outras atividades, coordenadas pelo presidente Paulo Sérgio de Carvalho Barbosa, que também é o responsável nacional do estilo Thssen de taiji quan.
Estes mestres chineses pioneiros e seus discípulos introduziram e propagaram, no país, as diversas linhagens tradicionais desta arte. Em São Paulo: Wang Te Cheng, Wong Seung Kueng, Liu Pai Lin, Chan Kowk Wai, Chen Guo Suo, Lo Siu Chung, Li Wing Kay, Chiu Ping Lok (Mestre Lope), Liu Zhong Ping, Leonardo Liu. No Rio de Janeiro: Hu Hsin Shan, Wu Chao Hsiang, Wu Jyh Cherng e, a partir dos anos 1990, Chen Xiao Wang, Shen Hai Min, Chen Yin Jun, Yang Zhenduo, Yang Jun, Wang Shiao Po e Feng Wen Wei.
Diversos professores brasileiros, alunos desses e de outros mestres, têm se destacado no ensino dessa arte, sendo responsáveis pela publicação de diversos livros, vídeos, revistas e artigos científicos. Entre outros, podem ser citados: Anderson Rosa, Angela Soci, Begoña Javares, Bruno Davanzo, Chang Whan, Cleber F. L. de Souza, Eduardo Brandão, Estevam Ribeiro, Elizabeth Saldanha, Jayme Chang, Jorge Corral, Levis Litz, Renato Frade, Marcio Lacerda, Waldemiro Schueler, Tamie Matsushita, Marco Natali, Marcos Vinicios Almeida, Marcus Maia, Maria Lúcia Lee, Mestre Bene, Nilson Carvalho, Shizue Naka, Alice Ushida, Roque Enrique Severino, Rubens Pinheiro, Adilson França, Alberto França, Eduardo Viana, Salomón Bernardo Vinitsky (mestre Lalo), Sergio Villasboas, Silvio Kato, Antônio José Ferreira, Walter Rodrigues, Eugenio Henrique David, Alexandre Vitoriano Mário Rodrigues Junior, Ricardo Serra e Valdemir Machado (Índio). Há também muitas iniciativas, sem fins lucrativos, que promovem e divulgam o taiji quan no Brasil, entre elas, o Projeto TaiJi Sem Fronteiras. 
Linhagens
- ESTILO WU a partir de

```
         Wu Kung-i
            |
     Wong Seung Kueng
```

- ESTILO YANG a partir de

```
Yang Banhou
                
Yang Jianhou

 1837-1892                  1839-1917
     |                          |
     +--------------------------+-----------+
                                |           |
                                |       Li Jingli
                                |       1884-1931
                                |           |
                                |           |
                                |           |
                                |      Ku Yu Cheong
                                |           |
                                |      Yim Sheung Mo
                                |           |
                                |      
Chan Kowk Wai

                                |  (no Brasil desde 1960)
                                |
                                +
```

- A partir de Yang Chengfu

```
   +----------------------------+----------------------------+--------------------------------------------------
   |                            |                            |             + Roque Henrique Severino             Ma Tsun Kuen 

Liu Pai Lin
            Fu Zhongwen                
Yang Zhenduo
    -+   | Maria Angela Socci                 1907-1993
  1908-2000                  1903-1994                    1926-        |   | Adriano D'Ávila                             |
Tai Chi Pai Lin                 |                            |         +---| Fernando de Lazzari              Salomón Bernardo Vinitsky
               +-------------------------------+             |         |   | Marcio Lacerda
               |                               |             |         |   | Carla Rocha
          Shen Haimim                                    
Yang Jun
     -+   | Sergio Villasboas                                                                                                  
              ( )                                          1968-           + …
               |                                             |
   +------------------+------------+------------+       +----------+
   |                  |            |            |                  |
Estevam Ribeiro  Begoña Javares  Chang Wan   Marcus Maia
```

- ESTILO CHEN a partir de

```
                
Chen Fake

                1887-1957
                    |
              +-----------+--------+
         ChenZaoXhu   ZhaoKuei ZhaoPei
              |
      
Chen Xiao Wang
------------+
          |                     |
   Chen Yingjun       +--------------------+
                      |                    |
                 Estevam Ribeiro     Begoña Javares
```

## Literatura
- Chen, Mark, Old Frame Chen Family Taijiquan, Berkeley, CA, North Atlantic Books 2004, ISBN 1-55643-488-X
- Chen, Xiao Wang, Chen Family Taijiquan China, ISBN 978-7-5009-3413-4
- Dufresne,T. e Nguyen,J., Taijiquan Art Marcial Ancien de la Famille Chen, editions budostore, ISBN 2-908580-56-X
- Gaffney, David e Sim, Davidine Siawvoon, Chen Style Taijiquan - The source of taiji boxing, North Atlantic Books, ISBN 1-55643-377-8